# بات هاتشينز
بات هاتشينز (بالإنجليزية: Pat Hutchins)‏ هي كاتِبة ورسامة توضيحية ومقدمة تلفزيونية بريطانية، ولدت في 18 يونيو 1942 في يوركشاير في المملكة المتحدة، وتوفيت في 7 نوفمبر 2017 في لندن في المملكة المتحدة.

## وصلات خارجية
- بات هاتشينز على موقع IMDb (الإنجليزية)
- بات هاتشينز على موقع ديسكوغز (الإنجليزية)